# 卡尔·霍普夫纳
卡尔·霍普夫纳（德語：Karl Hopfner，1952年8月28日—）是一名德国足球高階管理人員，供职于拜仁慕尼黑，同時為欧洲足联俱乐部竞赛委员会的执行委员及德国足球联赛协会的执行董事。霍普夫纳以扭转俱乐部的财务状况而著称，当他在1983年首次被拜仁慕尼黑聘用时，即着手解决了球队的巨额债务。自2014年5月2日起，霍普夫纳当选为拜仁慕尼黑足球俱乐部注册协会主席。

## 履历

### 拜仁慕尼黑
霍普夫纳是现任拜仁慕尼黑注册协会的第一副主席兼拜仁慕尼黑股份公司的执行董事，并且是该俱乐部的监事会成员之一。他也曾担任过拜仁慕尼黑注册协会及拜仁体育广告有限公司（FC Bayern Sport Werbe GmbH）的总经理。霍普夫纳是在1982年10月见到刊登于《南德意志报》的一则招聘广告后才开始申请俱乐部的总经理职位。大约3个月后，他接到了拜仁俱乐部邀请他面试的电话。作为少数几个没有足球背景的申请者之一，他成为了20个应聘者中唯一被录用的，并自1983年7月开始成为担当总经理。霍普夫纳主要分管俱乐部的财务、会计、门票销售系统、法律及人力资源、邮购及零售等部门，并主持公司的社会及社区业务的工作。自2009年以来，霍普夫纳一直是欧洲足联俱乐部竞赛委员会的委员，并自2010年起担当德国足球联赛协会的执行董事。他曾计划在2012年底以健康理由离开俱乐部。然而，在俱乐部于2012年11月5日召开的股东周年大会上，他被当选为拜仁慕尼黑注册协会的监事会副主席。2014年5月2日，霍普夫纳在俱乐部召开的特别股东大会上以99.6%的得票率成为已卸任的乌利·赫内斯的继任者，当选拜仁慕尼黑足球俱乐部注册协会的主席，其任期将持续至2016年。

### 声誉
拜仁慕尼黑前主席乌利·赫内斯及弗朗茨·贝肯鲍尔均把俱乐部的健康财政状况归功于霍普夫纳。贝肯鲍尔将霍普夫纳称作“金融天才”，球员巴斯蒂安·施魏因斯泰格也表示在涉及合同谈判时，“与他争论总是一项艰难的挑战”。在霍普夫纳的管理下，球队在经济上从未出现过赤字，任何一笔转会也没有依靠过信贷来支付。在其于1983年上任初期，俱乐部仍然背负约合1,200万欧元的巨额债务，而一年之后，霍普夫纳依靠运作卡尔-海因茨·鲁梅尼格600万德国马克的转会费（从拜仁转会国际米兰）为球队赢得了第一桶金。至2012年，球队的营业额达到3.734亿欧元的新高，并实现连续20年盈利。拜仁慕尼黑也得以从一个非赢利的公益协会一跃成为世界上知名的大集团公司。

## 个人生活
霍普夫纳出生于1952年8月28日，并拥有企业经济学学士学位。在拜仁慕尼黑供职以前，他曾在一家实业公司担任高階管理人員。2012年，霍普夫纳与他的拜仁家庭及其它宾客共同庆祝了其60岁生日。受邀的宾客包括卡尔-海因茨·鲁梅尼格、乌利·赫内斯、赖因哈德·劳巴尔、沃尔夫冈·霍尔茨霍伊泽以及埃德蒙·施托伊贝尔。霍普夫纳是一名狂热的高尔夫球手及红酒鉴赏家。此外，他在年轻时从未从事过足球运动。